# Jeremy Sochan (singel)
Jeremy Sochan (zapis stylizowany: JEREMY SOCHAN) – drugi singel polskiego rapera Okiego z jego siódmego albumu studyjnego, zatytułowanego Era47. Singel został wydany 25 września 2023.
Nagranie otrzymało w Polsce status poczwórnie platynowego singla, przekraczając liczbę 200 tysięcy sprzedanych kopii.

## Geneza utworu i historia wydania
Utwór napisali i skomponowali Oskar Kamiński i Szymon Badowski, który również odpowiada za produkcję utworu. 
Singel ukazał się w formacie digital download 25 września 2023 w Polsce za pośrednictwem wytwórni płytowej 2020 w dystrybucji Universal Music Polska. Piosenka została umieszczona na siódmym albumie studyjnym Okiego – Era47.

## Teledysk
Do utworu powstał teledysk w reżyserii Mac Adamczaka i Marcina Kucińskiego, który udostępniono 26 września 2023 za pośrednictwem serwisu YouTube. Wystąpił w nim tytułowy Jeremy Sochan.

## Lista utworów
- Digital download[2]

1. „Jeremy Sochan” – 2:25

## Notowania
| Kraj   | Lista (2023)             | Najwyższa pozycja |
| ------ | ------------------------ | ----------------- |
| Polska | Billboard Poland Songs   | 1                 |
| Polska | OLiS – single w streamie | 1                 |

| Kraj   | Lista (2023)             | Pozycja |
| ------ | ------------------------ | ------- |
| Polska | OLiS – single w streamie | 44      |
| Polska | Lista (2024)             | Pozycja |
| Polska | OLiS – single w streamie | 73      |

## Certyfikaty
| Kraj          | Certyfikat         | Sprzedaż |
| ------------- | ------------------ | -------- |
| Polska (ZPAV) | 4× platynowa płyta | 200 000+ |